# Свирков, Андрей Геннадьевич
Андре́й Генна́дьевич Свирков (род. 1 января 1972, Бобруйск, Могилёвская область) — советский и белорусский футболист, вратарь, мастер спорта. Младший брат Юрия Свиркова. В 2008 году завершил карьеру игрока. Работал тренером вратарей в дубле нальчикского «Спартака». В настоящее время занимает должность главного тренера дублирующего состава «Белшины».

## Карьера игрока
Начал выступления на профессиональном уровне в возрасте 19 лет в клубе белорусской высшей лиги «Трактор» из Бобруйска. Первый тренер — Родионов Анатолий Григорьевич. В дебютном матче за клуб Андрей отстоял на ноль, отразив пенальти, а его команда одержала победу со счётом 1:0. В составе клуба МПКЦ из Мозыря Андрей стал обладателем серебряных медалей первенства Белоруссии. Год спустя, уже в составе «Белшины», Андрей стал бронзовым призёром чемпионата. В сезоне 1997 года Андрей вместе с командой стал серебряным призёром первенства и обладателем кубка Белоруссии. Провёл шесть встреч в еврокубках, два из которых в рамках 1/16 Кубок обладателей кубков УЕФА 1997/1998 против московского «Локомотива». В высшей лиге Белоруссии провёл 139 матчей, из них 132 на позиции вратаря, пропустил 123 мяча, в 59-ти матчах сыграл «на ноль». В семи встречах выступал на позиции полевого игрока. 20 мая 1993 года в матче против солигорского «Шахтёра» вышел на замену и забил гол. В первой лиге сыграл 103 матча, пропустил 120 мячей. Во второй лиге — 30 игр, 20 пропущенных голов.

## Тренерская карьера
Весной 2008 года был назначен тренером вратарей дубля нальчикского «Спартака». После вылета коллектива в первый дивизион покинул команду. В декабре 2012 года Андрей получил тренерскую лицензию категории А. С января 2013 года по февраль 2016 занимал аналогичную должность в белорусском клубе «Гомель».

## Достижения
- Серебряный призёр чемпионата Белоруссии (2): 1995, 1997
- Бронзовый призёр чемпионата Белоруссии: 1996
- Обладатель Кубка Белоруссии: 1996/1997